# Großsteingräber bei Bresch
Die Großsteingräber bei Bresch waren mehrere megalithische Grabanlagen unbekannter Zahl der Jungsteinzeit bei Bresch, einem Ortsteil von Pirow im Landkreis Prignitz (Brandenburg). Leopold von Ledebur erwähnte, dass nordwestlich von Bresch auf Anhöhen „Hünengräber“ zur Gewinnung von Baumaterial zerstört wurden. Über Zahl, Maße, Ausrichtung und Typ der Anlagen liegen keine Informationen vor. Bei der Zerstörung wurden Keramikgefäße gefunden, die jedoch zerschlagen wurden. Auch ein Metallgefäß und eine durchlochte Goldmünze wurden gefunden, wobei unklar ist, ob diese direkt aus den Gräbern stammen.